# Freehold (New Jersey)
Freehold è un comune degli Stati Uniti d'America, capoluogo della contea di Monmouth, nello Stato del New Jersey.
Freehold è famosa poiché vi è cresciuto il celebre cantante Bruce Springsteen, che abitava nella casa al 39 di Institute Street.
Inoltre, in tale cittadina, è nata anche la giovane promessa del tennis americano Amanda Anisimova.